# Пятов, Василий Степанович
Васи́лий Степа́нович Пя́тов (1823 или 1824, Златоуст, Уфимская губерния — 12 [24] февраля 1892, Санкт-Петербург) — русский изобретатель-металлург.

## Биография
Родился в семье рабочего, в детстве работал на Златоустовской оружейной фабрике, руководимой в те годы учёным-металлургом Павлом Петровичем Аносовым. В конце 1830-х годов переехал в Санкт-Петербург, где поступил учеником к часовому мастеру. Известно, что сконструированные им часы были приобретены в коллекцию Эрмитажа. Позже В. С. Пятов поступил на работу в лабораторию принявшего российское подданство учёного Бориса Семеновича Якоби, став у него «первым рабочим» при опытах. Пятов писал:
...Это время было для меня истинным академическим озарением, которое создает небеспоследственного человека. Это было то полное счастье моё, которым я вправе гордиться...
 В 1855 году В. С. Пятов получил должность главного механика на Холуницких железоделательных и чугунолитейных заводах в Вятской губернии.
После прибытия на заводы В. С. Пятов приступил к реконструкции главного Холуницкого завода — устроил слесарную мастерскую, начал строительство двухэтажного «механического заведения». Весной 1856 года по его проекту была построена газосварочная печь «для тяжёлого кубового железа» (котельного железа толщиной 1—1,5 дюйма), после пуска которой «железо вышло против обыкновенного мягче, что дознано практически при прокате оного». В 1857 году он был назначен управляющим заводами.
В новом качестве В. С. Пятов много времени уделял устройству различных прокатных станов, произведя расчёты и сделав калибровку валов для стана, прокатывающего круглое, квадратное и брусковое железо и проволоку. В те же годы было сделано его основное изобретение, описываемое в Большой Советской энциклопедии как «высокопроизводительный способ производства броневых плит прокаткой с химико-термическим упрочнением их поверхности». Суть нового способа заключалась в отказе от сварки броневого листа под ударами молота, когда из отдельных тонких листов последовательно сваривались 2 листа в один пакет, затем — 2 пакета вместе и т. д., что требовало множества нагревов. Изобретатель предложил вырабатывать броню на созданной им листо-катальной машине, имевшей тяжеловесные верхние валки, оснащённые подъёмным приспособлением. И нижние и верхние валки нового стана были приводными. Подогрев листов был ускорен принудительной подачей горячего воздуха для горения от вентилятора, приводимого в действие водяным колесом. Количество нагревов было сокращено до 3—4, выгорание металла значительно снижено, время работы уменьшено до трёх дней с двух недель, вдесятеро сокращён расход топлива. Качество плит оказалось выше, появилась возможность изготовления плит значительно больших размеров. На стане была получена броня толщиной 4,5 дюйма (114 миллиметров).
По заявке от июня 1859 года 3 ноября 1860 года В. С. Пятовым была получена пятилетняя привилегия на способ изготовления тяжеловесного железа прокаткой с описанием конструкции листо-катальной машины. Описание привилегии было опубликовано в журнале «Промышленность» в № 1 за 1861 год и сопровождалось чертежами прокатного стана и газосварочных печей.
К 1861 году по инициативе Пятова в Белой Холунице была построена массивная пятикупольная церковь Воскресения Христова, не сохранившаяся до наших дней.
В 1860—1863 годах В. С. Пятов пытался получить разрешение на внедрение метода на казённых заводах, после чего ненадолго вернулся к управлению Холуницким горнозаводским округом. Позже служил на разных заводах и золотых приисках, управлял собственным стальным заводом.
Действительный член Российского технического общества (1880—1883).
Умер 12 (24) февраля 1892 года в возрасте 68 лет. Похоронен на Волковском православном кладбище.

## Память
Решением Кировского облисполкома от 13 августа 1986 года улица Судовая в городе Белая Холуница была названа в честь Василия Степановича Пятова.
В память о В. С. Пятове на Белохолуницком машстройзаводе в 1974 году была установлена мемориальная доска.
Памяти изобретателя посвящена вышедшая в 1952 году повесть Аркадия Адамова «Василий Пятов».